# Zweite Deutsche Antarktisexpedition/Mannschaftsliste
Die Liste enthält alle Teilnehmer der Zweiten Deutschen Antarktisexpedition 1911/12 unter der Leitung von Wilhelm Filchner. Soweit nicht anders angegeben, waren die Teilnehmer deutscher Nationalität.
| Name                                        | Aufgabe                                                           | Bemerkungen |                             |                             |                             |                             |
| Wissenschaftliches Personal                 | Wissenschaftliches Personal                                       | Wissenschaftliches Personal | Wissenschaftliches Personal | Wissenschaftliches Personal | Wissenschaftliches Personal | Wissenschaftliches Personal |
| ------------------------------------------- | ----------------------------------------------------------------- | --- | --------------------------- | --------------------------- | --------------------------- | --------------------------- |
| Wilhelm Filchner (1877–1957)                | Expeditionsleiter, Geograph und Geodät                            | Expeditionserfahrung als Leiter einer Tibet-Expedition (1903–1905), Leiter der Vorexpedition nach Spitzbergen 1910 |                             |                             |                             |                             |
| Erich Przybyllok (1880–1954)                | Geomagnetiker und Astronom                                        | Mitarbeiter des Preußischen Geodätischen Instituts in Potsdam |                             |                             |                             |                             |
| Erich Barkow (1882–1923)                    | Meteorologe                                                       | Teilnehmer an einer Vorexpedition nach Spitzbergen 1910 |                             |                             |                             |                             |
| Wilhelm Brennecke (1875–1924)               | Ozeanograf                                                        | Südseeexpedition mit dem Forschungsschiff Planet 1906/07 |                             |                             |                             |                             |
| Fritz Heim (1887–1980)                      | Geologe                                                           | |                             |                             |                             |                             |
| Felix König (1880–1945)                     | Alpinist                                                          | Österreicher, 1910 Expedition nach West-Grönland, plante 1914 eine österreichische Expeditions ins Weddellmeer |                             |                             |                             |                             |
| Besatzung des Forschungsschiffs Deutschland |                                                                   | |                             |                             |                             |                             |
| Richard Vahsel (1868–1912)                  | Kapitän                                                           | bei der Ersten Deutschen Antarktisexpedition II. Offizier des Forschungsschiffs Gauß, während der Expedition wahrscheinlich an Syphilis verstorben                                                                            |                             |                             |                             |                             |
| Alfred Kling (* 1882)                       | Navigator im wissenschaftlichen Stab, ab Südgeorgien Wachoffizier | erst in Buenos Aires zur Expedition gestoßen, ab 19. Dezember 1912 Kapitän der Deutschland; wurde im Ersten Weltkrieg I. Offizier des Seeadler                                                                                |                             |                             |                             |                             |
| Ludwig Kohl (1884–1969)                     | Schiffsarzt                                                       | verließ die Expedition in Grytviken, um sich von einer Blinddarmoperation zu erholen |                             |                             |                             |                             |
| Wilhelm von Goeldel (1881–1944)             | Schiffs- und Expeditionsarzt                                      | |                             |                             |                             |                             |
| Wilhelm Lorenzen                            | I. Offizier                                                       | |                             |                             |                             |                             |
| Johannes Müller († 1941)                    | Wach- und Navigationsoffizier                                     | nach ihm wurde der Johannes-Müller-Kamm und der Müller Ridge benannt |                             |                             |                             |                             |
| Walter Slossarczyk (1887–1911)              | III. Offizier und Telefunkenoffizier                              | Suizid bei Südgeorgien, da er sich in Buenos Aires mit Syphilis angesteckt hatte |                             |                             |                             |                             |
| Conrad Heyneck                              | Ingenieur                                                         | |                             |                             |                             |                             |
| August Besenbrok (* 1882)                   | Obersteward                                                       | nahm bereits an der Ersten Deutschen Antarktisexpedition 1901/03 teil |                             |                             |                             |                             |
| Gustav Dreyer                               | Schiffszimmermann                                                 | |                             |                             |                             |                             |
| Adolf Schwabe                               | I. Bootsmann                                                      | |                             |                             |                             |                             |
| Louis Schalitz                              | II. Bootsmann                                                     | |                             |                             |                             |                             |
| Ernst Müller                                | Maschinenassistent                                                | |                             |                             |                             |                             |
| Wilhelm Simon                               | II. Maschinist                                                    | |                             |                             |                             |                             |
| Johann Ludwig Johnsen                       | Segelmacher                                                       | |                             |                             |                             |                             |
| Georg Noack (* 1877)                        | Matrose und zoologischer Assistent (Präparator)                   | wurde am Museum für Naturkunde in Berlin als zoologischer Assistent ausgebildet und nahm in dieser Funktion schon an der Ersten Deutschen Antarktisexpedition teil                                                            |                             |                             |                             |                             |
| Karl Klück (* 1869)                         | Koch                                                              | nahm bereits als Matrose an der Ersten Deutschen Antarktisexpedition 1901/03 teil |                             |                             |                             |                             |
| Fritz Böttcher                              | Matrose                                                           | |                             |                             |                             |                             |
| Paul Björvig (1857–1932)                    | Matrose                                                           | Norweger, nahm 1898 an einer Nordpolexpedition nach Franz-Joseph-Land teil, 1901/03 Eislotse der Ersten Deutschen Antarktisexpedition, 1910 Mitglied einer deutschen Expedition nach Spitzbergen unter Ferdinand von Zeppelin |                             |                             |                             |                             |
| Kurt Hoffmann                               | Matrose                                                           | |                             |                             |                             |                             |
| Morten Olaisen                              | Matrose                                                           | Norweger |                             |                             |                             |                             |
| Karl Anton Olsen                            | Matrose                                                           | |                             |                             |                             |                             |
| Paul Wolff                                  | Matrose                                                           | |                             |                             |                             |                             |
| Fritz Engemann                              | Heizer                                                            | |                             |                             |                             |                             |
| Karl Johannes Schulze                       | Heizer                                                            | |                             |                             |                             |                             |
| Hermann Selle                               | Heizer                                                            | |                             |                             |                             |                             |
| Johann Wilken                               | Steward                                                           | |                             |                             |                             |                             |
| Karl Zänker                                 | Leichtmatrose                                                     | später Matrose |                             |                             |                             |                             |
| Franz Krause                                | Schiffsjunge                                                      | später Leichtmatrose |                             |                             |                             |                             |

Im Expeditionsbericht nicht als Teilnehmer aufgeführt wurden Heinrich Seelheim (1884–1964), der Fahrtleiter auf dem ersten Fahrtabschnitt bis Pernambuco, Willi Ule (1861–1940), ein Geograph und Limnologe, der ebenfalls nur auf dem ersten Fahrtabschnitt bis Pernambuco an Bord war, der Mechaniker Kaspar Neuberger, der wegen einer Krankheit nach Deutschland zurückkehren musste, und Hans Lohmann (1863–1934), der als Meeresbiologe und Zoologe bis Buenos Aires an Bord war. In Südamerika verließen auch die Matrosen Schmidt und Pfeil, der Steward Lederer und der Zimmermann Heinrich das Schiff.